# Das Narrenschloß
Das Narrenschloß ist ein deutsches Stummfilmmelodram aus dem Jahre 1919 von Paul von Woringen mit Lotte Neumann in der Hauptrolle.

## Handlung
Der Maler Rolf Sanders folgt der Einladung seines Vaters und quartiert sich bei diesem für längere Zeit ein. Als er am nächsten Morgen aus dem Fenster schaut, entdeckt er einen burgartigen Bau, der im Volksmund nur „Das Narrenschloß“ genannt wird. Sofort ist der Künstler in ihm geweckt, denn das mächtige Gebäude eignet sich hervorragend als Motiv für seine Leinwand. In dem Schloss residieren die alte Freifrau von Warniggen nebst Tochter Margot, die von der Alten nahezu wie eine Gefangene gehalten wird. Rolf verschafft sich Zutritt und möchte hier sofort mit dem Malen anfangen. Margot will den Fremden unbedingt kennen lernen und verkleidet sich daher als Kammermädchen, um nicht als das Burgfräulein erkannt zu werden. Es kommt wie es kommen muss: beide verlieben sich, und im Glauben, bei Margot handele es sich um die schlosseigene Zofe, folgt er ihrer eindringlichen Bitte, sie mitzunehmen, wenn er die Burgmauern wieder verlassen werde. Als Margot nach Rolfs Abgang nicht mehr auffindbar ist, ist die Verwirrung im Narrenschloß groß. Lediglich das Stubenmädchen hat ebenso Gewissensbisse wie auch Ahnung über Margots Verbleib und verpetzt das Töchterchen bei ihrer Mutter.
Ein weiteres zentrales Ereignis der Geschichte ist eine Gerichtsentscheidung, der zufolge der lange vermisste Gatte der alten Freifrau nun endlich für tot erklärt wird. Damit hat sie als Universalerbin des Barons auch einige Macht über Margot bekommen, die schließlich die nächste Erbin sein werde. Die Freifrau reist auf Anraten ihres Notars mit ihrem Diener in die nächste Großstadt, wo Margot vermutet wird, um mit Hilfe der Behörden das abgetauchte Mädchen wieder zu finden. Man hat Glück, denn Margot wurde mit Rolf unlängst in einem Café gesichtet. Der Wohnsitz Rolfs wird ermittelt, und die Baronin fährt zu ihm hin und konfrontiert Rolf, dass dieser ihre Tochter entführt habe. Rolf, der noch immer die Margotsche Mär von dem Kammermädchen glaubte, ist wie vom Donner gerührt. Er kann Frau von Warniggen glaubhaft machen, dass er ja während seines Aufenthaltes auf dem Narrenschloß tatsächlich nie die Gelegenheit bekommen hatte, Margot offiziell vorgestellt zu werden, und verrät der Mutter den Aufenthaltsort ihrer Tochter.
Bei der Wiederbegegnung der beiden kommt es zu einer schweren Auseinandersetzung. Durch das jahrelange, übermäßige Bemuttern ist Margot recht unselbständig geworden und beugt sich schließlich dem Willen, wieder in das Narrenschloß zurückzukehren. Die Freifrau ist aber von den nervlichen Anstrengungen der vergangenen Tage derart mitgenommen, dass sie aufs Krankenbett geworfen wird und bald darauf stirbt, ohne zuvor ihr Testament gemacht zu haben. Die bucklige Verwandtschaft unterstellt daher Margot, ein ihr unangenehmes Testament beseitigt zu haben, und es kommt zu Erbschaftsstreitereien. Bei einem sich anschließenden Prozess beginnt dieser, eine für Margot unangenehme, hochdramatische Wendung zu nehmen. Zu dieser Zeit ist Rolf ein fester moralischer Halt. Im letzten Moment taucht der totgeglaubte Vater wieder auf und behauptet, von einem afrikanischen Eingeborenenstamm festgehalten worden zu sein! Damit ist der eigentliche Schlossbesitzer wieder eingetroffen und das Gerichtsverfahren gegenstandslos geworden. Margot und Rolf aber können sich fortan ganz ihrem jungen Glück zuwenden.

## Produktionsnotizen
Das Narrenschloß entstand im Mutoskop-Film-Atelier in Berlin-Lankwitz, war 1678 Meter (Neuzensur 1921), verteilt auf fünf Akte, lang, erhielt Jugendverbot und erlebte im Juli 1919 seine Uraufführung in Berlins Biophontheater.

## Kritik
„Lotte Neumann versagt niemals, wenn man ihr noch Gelegenheit gibt, ihr Können nach allen Seiten hin zu entfalten, dann ist ihr Erfolg natürlich ein unausbleiblicher. Diesmal ist Karl Beckersachs ihr Partner, dessen frische Munterkeit der sentimentalen Weichheit Lotte Neumanns ein erfreuliches Gegengewicht liefert. Der Film hat starke Momente, derzufolge er auch überall reüssieren wird. Die Regie hat auf gute Bildwirkung Gewicht gelegt und einen schönen Spielfilm geschaffen...“